# Redundante
Redundante diz-se de uma informação em um sistema, quando as tabelas de seu banco de dados tem informação  repetida desnecessariamente. Geralmente as tabelas do banco de dados não estão estruturadas de acordo com as regras de normalização de dados. Este erro é comum quando, por exemplo, as tabelas são montadas exatamente como foram encontradas em documentos e planilhas eletrônicas.
Diz-se também que um sistema planejado para operar em alta disponibilidade é um sistema redundante.